# Fortunato Baldinotti
Fortunato Baldinotti (Firenze, 2 ottobre 1908 – Firenze, 17 maggio 1947) è stato un calciatore italiano, di ruolo attaccante.

## Biografia
Discendente di una nota famiglia della Nobiltà Fiorentina, detta anche Famiglia del "Cavaliere", dal famoso Cavaliere Zanobi Baldinotti (1788) di Firenze, Santa Maria Novella, con blasone azzurro, alla banda d'oro, caricata di tre ghirlande di verde e accompagnata da due stelle a otto punte d'oro, una in capo e una in punta. Prese per moglie Libertas Lepri, dalla quale ebbe tre figli, Nicla, Roberta e Roberto.

## Carriera

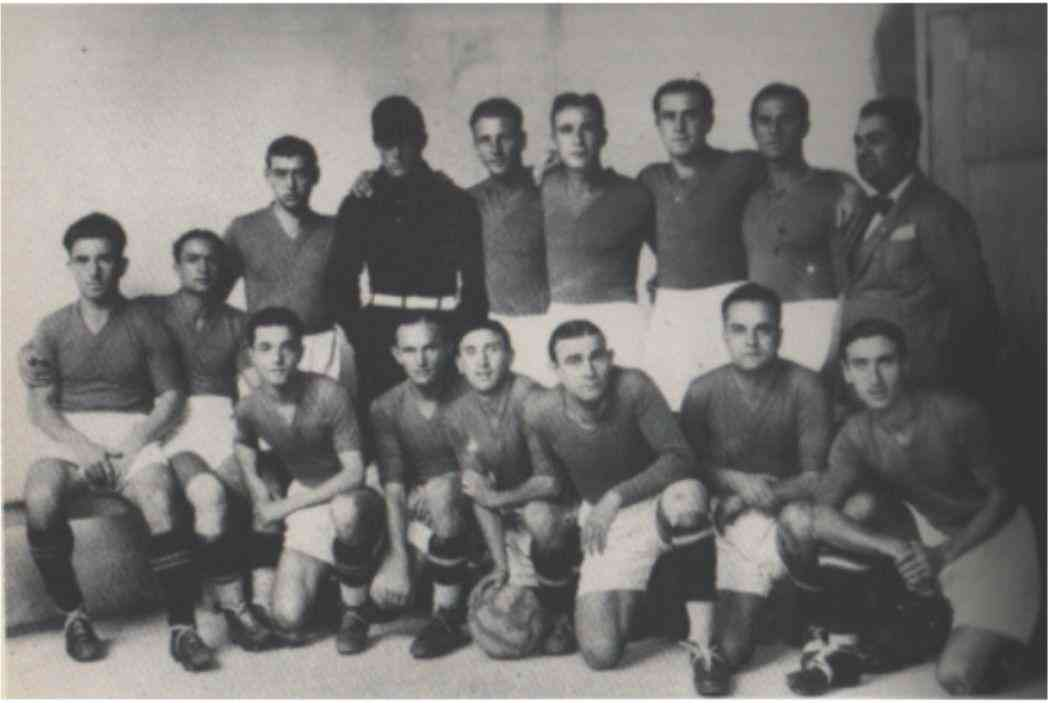
La prima formazione in serie A della Fiorentina 1931-1932. In alto: Vignolini, Ballante, Gazzari, Pizziolo, Bigogno, Pitto. In basso: Gregar, Baldinotti, Prendato, Bonesini, Busini, Rivolo, allenatore Hermann Felsner.

Iniziò la sua carriera nella P.G.F. Libertas, società calcistica fiorentina, che nel 1926 si fuse con il C.S. Firenze dando vita alla Fiorentina. È stato il centravanti che, con le sue reti, consentì ai neonati viola di affacciarsi per la prima volta nel campionato di Serie A al termine della stagione 1930-1931: in particolare, fu un suo gol, segnato sul campo dello Spezia, che permise la matematica promozione dei toscani nella massima categoria. Assieme a Giuseppe Galluzzi, primo capitano dei viola, Baldinotti rappresentava l'anima "fiorentina" della compagine.
Segnò 18 reti in tre annate, cifra ragguardevole se si considera le sole 33 partite disputate in maglia viola. Nella stagione 1931-1932, l'arrivo a Firenze di Pedro Petrone, campione del mondo con l'Uruguay l'anno prima, lo privò del ruolo di titolare, permettendogli di disputare 2 sole partite nella massima serie. Di qui la decisione di trasferirsi al Modena, quindi all'Anconitana (fino al 1935), poi al Catania, e infine al Venezia, società nella quale una volta appesi gli scarpini al chiodo, inizierà la carriera di tecnico delle giovanili; aveva invece chiuso l'attività agonistica alle soglie dei quarant'anni, nell'Alfa Firenze.
È a tutt'oggi l'unico fiorentino ad avere segnato una tripletta con la maglia viola: l'impresa avvenne in Fiorentina-Novara (3-0) del 27 aprile 1930. Sua è anche una doppietta nella goleada (6-1) rifilata dalla Fiorentina alla Dominante, partita che resta nella storia gigliata per le marcature a opera di toscani: alla doppietta di Baldinotti infatti vanno aggiunte anche le reti di Galluzzi e del lucchese Lucchetti. In carriera, 
Baldinotti ebbe spesso contrasti con gli allenatori.

## Palmarès
- Campionato italiano di Serie B: 1

Fiorentina: 1930-1931